# Порт Гибсон (Мисисипи)
Порт Гибсон (енгл. Port Gibson) град је у америчкој савезној држави Мисисипи.

## Демографија
По попису из 2010. године број становника је 1.567, што је 273 (-14,8%) становника мање него 2000. године.
| Група             | 2000.         | 2010.         |
| Белци             | 357 (19,4%)   | 225 (14,4%)   |
| Афроамериканци    | 1.472 (80,0%) | 1.322 (84,4%) |
| Азијати           | 4 (0,2%)      | 9 (0,6%)      |
| Хиспаноамериканци | 13 (0,7%)     | 7 (0,4%)      |
| Укупно            | 1.840         | 1.567         |